# Brachioppia glabra
Brachioppia glabra är en kvalsterart som beskrevs av Franklin och Woas 1992. Brachioppia glabra ingår i släktet Brachioppia och familjen Oppiidae. Inga underarter finns listade.